# María Rosario Romero Masegosa y Cancelada
María Rosario Romero Masegosa y Cancelada (1765-siglo XIX) fue una escritora y traductora de la Ilustración española cuya obra más relevante y conocida fue la traducción y comentarios a la novela epistolar Lettres d'une péruvienne (1747) de Françoise de Graffigny.

## Biografía
Nació hacia 1765 en el seno de una familia del mundo de la burocracia y las clases rentistas, relativamente distinguida. Su madre, Juana Cancelada, era de origen hidalgo y probablemente falleció siendo joven, pues apenas se la nombra en los documentos conservados. Su padre, el jurista Baltasar Romero Masegosa y Tobar, desempeñó diversos puestos en distintas localidades de Extremadura, Murcia y Castilla a los que le acompañó su hija. Tras obtener el padre el reconocimiento de hidalguía en enero de 1787, culminó su carrera como juez mayor de Vizcaya de la Real Chancillería en Valladolid, a donde residieron entre 1788 y 1794 y hasta su jubilación.
Como hija de un magistrado viudo debió de desempeñar no solo la gestión del hogar sino también la función social de acompañarle y probablemente entablaría relación con otros integrantes del tribunal y sus familias, algunas de linajes distinguidos y considerable cultura.

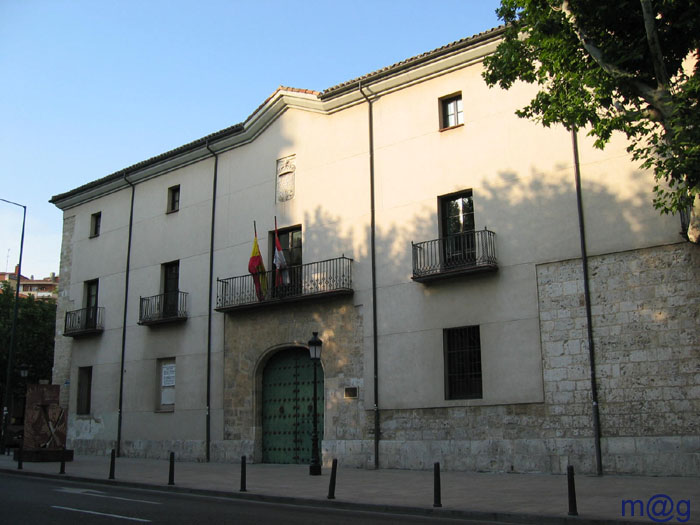
Real Chancillería de Valladolid

A la muerte de su único hermano en 1795, se suscitó un largo pleito entre su viuda y ella sobre una herencia proveniente de la rama materna de la familia. Por la documentación relativa al pleito se conoce, entre otras cosas, que María Rosario era soltera, mayor de treinta años en 1797 y que siguió residiendo con su padre hasta la muerte de él. Con posterioridad al fin del pleito en 1800, su rastro documental se pierde y nada más sabemos de ella.
Fue una mujer cultivada y bastante segura de su propia capacidad y legitimidad para escribir, que contó con apoyos y estímulos para su ocupación literaria. En su entorno familiar y en su círculo de amistades se valoraban la educación, la lectura y la escritura, como era frecuente en medios burocráticos a los que pertenecieron una amplia mayoría de las gentes de letras, incluido un número significativo de escritoras.

## Contexto literario
El siglo XVIII, en el que las mujeres comienzan a emerger de forma nítida como un sector del público al que las editoriales tienen cada vez más en cuenta, fue también muy significativo para el nacimiento de una generación de traductoras y escritoras ilustradas españolas que, además de leer tomaron la pluma para plasmar su pensamiento.
La producción de las escritoras en España en el siglo XVIII era bastante escasa y limitada. Había una gran dificultad de acceder a una educación superior para las féminas, y además, no estaba bien visto socialmente que las mujeres se realizaran como escritoras.
Fue una época en la que se dio gran importancia a la educación como forma de perfeccionamiento de la persona, se impulsó (no sin debate) la igualdad entre géneros y se favoreció la participación de las mujeres en tertulias eruditas, la creación de bibliotecas y su suscripción a periódicos o publicaciones (todo ello, hasta ese momento, monopolizado por los varones). El auge de las relaciones culturales entre distintos países y las ansias de la Ilustración de transmitir conocimiento y una forma de cultura cosmopolita, impulsaron una efervescencia de la actividad traductora a la que se unieron las mujeres.
Por ello, muchas mujeres españolas se dieron a conocer en el mundo literario fundamentalmente a través de la traducción, contribuyendo a conectar la cultura española con las nuevas corrientes de pensamiento, de la ciencia y de la literatura del exterior. La traducción les permitía ampararse bajo el nombre de otra autoría a la vez que crear espacios de expresión personal, a través de los prólogos o notas, y de lograr una proyección social.
Para el período comprendido entre 1700 y 1810 se han identificado en España 2.237 ediciones de obras traducidas (54% del francés, 22% del italiano, 14% del latín, 5% del inglés y 2% del portugués). El francés, por diversas razones históricas y políticas, se convirtió en la primera lengua extranjera en España, y también en la más traducida.

## Lettres d'une péruvienne

### La obra original

Edición francesa de Lettres d'une péruvienne

Lettres d'une péruvienne (en español Cartas de una mujer peruana) de la escritora francesa Françoise de Graffigny, es una novela epistolar sentimental, publicada en 1747, que consta de una advertencia, una introducción histórica y finalmente las cartas de Zilia a su prometido Aza. Zilia, una joven inca, es separada de Aza cuando es secuestrada por los conquistadores españoles y llevada por la fuerza a Europa. Un oficial francés llamado Déterville, la toma bajo su protección y poco a poco va aprendiendo a hacerse un lugar en la sociedad francesa, sin dejar de criticarla.
Fue uno de los libros más vendidos del siglo XVIII, con más de cuarenta ediciones en cincuenta años. La autora construye una doble trama amorosa, analiza las dificultades propias de una extranjera y expresa críticas sobre la educación de la mujer, la religión, el matrimonio y las costumbres del viejo mundo. Lettres d'une péruvienne fue traducida a varios idiomas, imitada y adaptada para el teatro y la ópera.
Graffigny se ganó en su época con esta obra un número considerable de reacciones y comentarios severos, pero mucho después, ya en los años sesenta del siglo XX, atraería el interés de la crítica literaria feminista.

### La traducción
En el siglo XVIII, traducir constituía con frecuencia para las mujeres una forma particular de autoría, atenuada en cuanto a los requerimientos que exigía pero proclive a introducir la expresión de ideas propias y opiniones personales.
Se estima que la traductora tendría entre 25 y 30 años cuando publicó en Valladolid las Cartas de una peruana, cuyo original en francés había tenido ya cierta difusión en España.
Mientras que la edición francesa original de Lettres d’une péruvienne fue prohibida en España por edicto inquisitorial, la versión española de 1792 pudo ser ampliamente difundida gracias a los cambios realizados por la traductora. Estos consistieron en notables intervenciones sobre el texto a través del prólogo, notas y modificaciones, y la ampliación del relato con una carta final: más de setenta nuevas páginas redactadas directamente por Romero Masegosa. Esta mujer ilustrada ejerció una considerable censura con determinados aspectos de la obra de Madame de Graffigny, especialmente en lo relativo a la conquista española de América y al respeto de la fe católica. Parte de sus modificaciones pretendían hacer el texto original extensivo  a los hábitos españoles y hacer hincapié en la necesidad de instruir a las mujeres.

No temo que se diga que me apasiono en la defensa de mi sexo, porque el desarreglo es notorio (…) ¡Ay de aquéllos que injustamente mancillaron el honor de una mujer…!
María Rosario Romero Masegosa. (Cartas de una peruana. XXXIII).

La obra denota conocimiento y familiaridad con temas de debate propios de los círculos reformistas e ilustrados de la época (el papel de España en América, la educación, la política económica, las costumbres, la condición de las mujeres o la beneficencia, entre otros), cuestiones que no serían  solo el fruto de reflexiones individuales, sino también el producto de conversaciones y lecturas compartidas.
Se posiciona desde el prólogo de las Cartas de una peruana a favor de las capacidades de las mujeres, aunque dentro del orden moral y social establecido de la época.

Son muy pocas las señoritas que procuran adornar su espíritu con la lectura de libros provechosos, dedicadas mayormente a la belleza y cuidado del cuerpo en paralelo al vergonzoso abandono intelectual. Me intereso en sumo grado en los adelantamientos de mi sexo […] les suplico que apartando a un lado los aparentes obstáculos que puedan impedirles adornar sus almas con conocimientos propios de su nobleza, se apliquen a la lectura de libros morales e instructivos.
María Rosario Romero Masegosa (prólogo a Cartas de una peruana)

Al ser su padre juez de la Real Chancillería de Valladolid, la traductora contaba con seguridad con una situación económica desahogada y pudo acudir a una imprenta y sufragar los gastos de la edición. Las Cartas de una peruana salen de las máquinas de una imprenta local, la de la Viuda e hijos de Santander, en 1792, lo que permite suponer una gestión personal de la edición, avalada además por el prestigio social de la familia en la ciudad en la que residían.
La adaptación, adecuada a la realidad política y moral de la sociedad española, gozó de gran éxito y fue muy difundida. La publicación de las Cartas de una peruana fue anunciada en la Gaceta de Madrid del 31 de julio de 1792 con palabras elogiosas tanto para la autora francesa como para la traductora española.

Esta obrita, aunque pequeña, es muy apreciada de todos los que la conocen por la finura de sus pensamientos, lenguaje enérgico, excelentes máximas morales, y la severa pero fina y justa crítica que la autora hace de las costumbres, usos y carácter de sus paisanos.
Gaceta de Madrid, 1792